# A bégum ötszázmilliója
A bégum ötszázmilliója Jules Verne 1879-ben írt regénye. A mű szolid kerettörténetbe foglalt utópia, disztópia. Ezt tartják Verne egyik legjobb politikai-fantasztikus regényének.

## A könyv története
A mű alapja Paschal Grousset L'Héritière de Langevol (Langevol örököse) műve. A korzikai születésű szerző részt vett a Párizsi Kommünben, ezért az Egyesült Államokba, majd Angliába menekült. Nehéz anyagi helyzetén enyhítendő, a mű jogait eladta Pierre-Jules Hetzelnek, Verne könyvei kiadójának, tőle került Grousset műve Verne-hez. A két mű közti hasonlóságot tudományos munka nem elemezte, ám számos árulkodó jel is tanúsítja. Ilyen a könyv címét adó Bégum polgári neve: Jean-Jacques Langévol. Verne neve alatt még további két Grousset-könyv jelent meg (Dél csillaga és A Cynthia hajótöröttje), mielőtt Grousset kegyelmet kapott volna, és visszatérve Franciaországba könyvein szerzőként magát tüntethette volna fel.
A regény megírása előtt Verne elutazott a német Krupp-gyárba, és élénk figyelemmel követte az Osztrák–Német Birodalom háborús előkészületét. A könyv erősen németellenes, ennek oka az 1870–1871 között lezajlott porosz–francia háború), ahol a Porosz Királyság által vezetett német szövetségesek legyőzték a Francia Császárság csapatait. Ennek következményeképp az addig francia Lotaringia az 1871-es frankfurti békében Elzásszal együtt a Német Császársághoz került.
A Bégum ötszázmilliója az egyetlen Verne-könyv, amely Franciaország második világháborús megszállásakor a németek által betiltott könyvek listáján szerepelt.

## Tartalom
|  | Alább a cselekmény részletei következnek! |

A francia dr. Sarrasin és a német dr. Schultze ötszázhuszonhét millió francia frankot örököl egy igen távoli rokonuk, a Bégum után. Sarrasin doktor az örökségéből egy várost épít, amely a technikai és tudomány legújabb eredményeit állítja a lakók szolgálatába. Dr. Schultze szintén várost épít, amely a vas- és acéltermelést és feldolgozást szolgálja. Ám a francia doktor fia álnéven elszegődik a német városába, ahol lassan dr. Schultze bizalmába férkőzve kilesi annak titkát: olyan ágyú építése, amely egy lövéssel elpusztítja dr. Sarrasin városát. Barátjával megakadályozza a német tervét, aki saját ármánya áldozatává válik.

### Mister Sharp színre lép
Az angliai orvoskongresszuson tartózkodó dr. Sarrasint felkeresi Mr. Sharp ügyvéd és tájékoztatja, hogy egy távoli rokona, a gookoli Bégum egyetlen örököse, az örökség összege 527 millió frank, valamint egy bárói cím. A doktor rövid levélben megírja Octave fiának, a párizsi műszaki főiskola hallgatójának az örökség hírét.

### Két cimbora
Megismerjük Octave barátját, az elzászi Marcel Bruckmannt, a két fiú a diákok átlagos életét éli, amikor Octave megkapja apja levelét. Azonnal hazaindul anyjához és húgához, Jeanne-hoz Lyonba.

### Egy érdekes újsághír
A doktor az orvoskongresszuson bejelenti, hogy az örökségéből egy mintavárost épít fel, amely minden jóval és okossággal bír, ami csak lehetséges, példát mutatva a Föld lakosságának. A város neve Franceville (Francia város) lett.
A jénai egyetem professzorához, Schultzéhoz is elér a hír, aki ráébred, hogy nagyanyja révén ő is örökös, ezért másnap Londonba utazik.

### Osztozkodás
A Sharp ügyvédi iroda közvetít az örökösök közt. Az iroda perben bízik, amely számára jelentős bevételt jelentene, Sarrasin pozíciója tűnik erősebbnek, ám a doktor inkább a megegyezésre hajlik. Végül egy mediátor közbeléptével megfelezik az örökséget, amelyből az ötszázmillión felüli 27 millió a mediátoré lesz.
Schultze kinyilvánítja szándékát, egy hatalmas erőd felépítését, amely lehetetlenné teszi Franceville létét.

### Az Acélváros
Öt évvel később Oregonban már ontja a vas és acél termékeket Stahlstadt (Acélváros). A szektorokra bontott, mindenhol őrökkel figyelt városban egyedi azonosítószámot kap minden belépő és dolgozó. Ennek alapján lehet adott körzetbe belépni.
Egy új munkás, Schwartz munkába állását követve ismerünk meg a huszonnégy szektorból kettőt a benne folyó munkával. Schwartz valójában Marcel Bruckmann, Sarrasin fiának jó barátja.

### Az Albrecht-akna
Ebben a fejezetben a szénbányászat titkába vezet be Verne. A fejezet vége szomorú, Schwartz szállásadójának kisfia leszökik a bányába, hiába mennek utána, már csak holtan találják meg.

### A központi erőd
Schwatzot előléptetik, pár szigorú vizsga után a modellkészítő osztályra kerül, ahol a korábbiaknál is szigorúbb szabályok szerint kell élnie, szinte fogolyként. Emiatt sem sikerül többet megtudnia a város láthatatlan urának tervéről.
Egy nap váratlanul hívatja Schultze. Schwartz így beléphet a Bika-torony körzetbe, amely a többitől eltérően fában, bokorban, virágban gazdag. Schultze ágyútervezésre fogja az ifjút.

### A sárkány barlangja
Schultze megkedveli Schwartzot. Miközben a mindennapi vacsorájukat – savanyú káposzta, kolbász és sör – fogyasztják, Schwatz provokálja Shultzét, hogy az felfedje szándékát. Sikerrel jár, a hiú Schultze megmutatja a sok ajtóval és lakattal védett, a többi szint fölé kétszáz vaslépcsővel magasodó Bika-toronybeli titkos termet.
A teremben egy hatalmas ágyú áll, amely képes speciális lövedékek kilövésére. Schultze diadalmámorban mutatja be, melyik lövedék milyen pusztításra képe. És elmondja, hogy a cél az, hogy a tíz mérföldre fekvő Franceville-t porig rombolja egyetlen lövéssel.
És a nap betetőzéseként Schultze lefogatja Schwartzot mondván, már ismeri a titkát, így meg kell halnia.

### Menekülés
A következő napokban Schwartz ugyan szabadon mozog a körzetben, ám két behemót őr mindenhova elkíséri. A fiatalembernek sikerül egy csellel elaltatnia két őrzőjét, és felgyújtja a tervrajzirodát. A tüzet nem sikerül eloltani, Schultze hatalmas összeget kínál fel annak, aki kimenti kedvenc projektjének a terveit és makettjét. Schwartz, akiről nem sejtik, hogy a tűz okozója, vállalja. Egy Galibert-légzőkészülékkel megy be a tűzbe – amin átfut, és a Bika-körzet tavába veti magát abban bízva, hogy a lefolyásán át kijuthat. Egy rácsba ütközik, ám bölcs előrelátásból volt nála egy reszelő. Épp sikerül rést vágnia és kijutnia.

### Német cikk az egészség és jólét városáról
Franceville alapértékeit bemutató álcikk teszi ki a fejezetet. A városban építendő házaknak tíz pontnak kell megfelelniük. Verne korának számos haladó nézetét vegyíti az álcikkben.

### Estebéd Sarrasin doktor házában
Elérkezett a nap, amikorra Schultze Franceville elpusztítását tervezi, a város lakói nem sejtenek semmit. Sarrasin doktor családja a város tengerparti házában él békésen. Vacsora után Sarrasin doktor szeme megakad egy napilap cikkén, amely arról tudósít, hogy Stahlstadt Franceville ellen készül.

### A tanácsülés
Franceville vezetői körtelefonos megbeszélésen határozzák meg, miként védekezzenek Stahlstadt támadása ellen, a határozatot automatikusan kinyomtatják a nyomdagépek. Az este a polgárok egy nagy csarnokban gyűlnek össze, ahol a polgármester és Hendon ezredes, a város csapatainak vezetője beszél.
A szónoki emelvényen váratlanul megjelenik Marcel (Schwartz) és bejelenti a döbbent lakóknak, hogy a támadás ideje aznap éjszaka háromnegyed tizenkettőkor lesz. Az emberek nem esnek pánikba, igyekeznek felkészülni.
Marcel váratlanul számításokba mélyed, majd euforikusan felkiált: Schultze röppályaszámítása hibás! Három perc van csak hátra, így kimennek a csarnokból, lesz, ami lesz.
És valóban, egy az égen baljós süvítéssel egy sötét tárgy halad át, majd pár perc múlva hatalmas dörrenés hallható.

### Marcel Bruckmann levele Schultze professzorhoz Stahlstadtba
Marcel leckéztető levelet ír Schultzének. Reméli, hogy az ágyú a lövéstől tönkre ment, és köszöni az új mellékbolygót (lövedéket). Schultze dührohamot kap és bosszút esküszik.

### Harci készülődés
Franceville-ben is érzik, hogy Schultze nem fogja ennyiben hagyni, ezért készülnek a védelemre.

### A San Franciscó-i tőzsde
A békés adás-vételt megszakítja a hír, hogy a Central Bank bejelenti, megszünteti Stahlstadt finanszírozását, 42 milliós a vesztesége. És Schultze eltűnt.
Az újságok kiderítik, hogy a sikertelen lövést követő negyedik napon Schultze elérhetetlenné vált. Mivel ő egy személyben rendelkezett Stahlstadt számlái felett, azok kiürültek az emberek fizetése és a vásárolt áruk ellenértékének kiegyenlítése nyomán. A Schultze bevezette totális hierarchikus működés miatt senki sem tudott a helyére lépni.

### Két francia egy város ellen
Stahlstadt csődjének hírére Franceville-t óvatos bizakodás tölti el. Marcel és Octave úgy döntrnek, hogy kiderítik, mi történik Stahlstadtban. Be is hatolnak, falat bontanak, és elérnek a központi kerületig. A szerencse mellett a hanyaggá, hiányossá vált őrszemélyzet nemtörődömsége is segíti őket.

### Szópárbaj többszöri golyóváltással
A belső őrség a helyén, Marcel és Octave csak erőszakkal jut el a Bika-toronyhoz. Azt tapasztalják, hogy Schultze eltűnése óta senki sem bontotta fel a Stahlstadtba érkező leveleket és csomagokat. Keresik a rejtett ajtót, amelyik Schultze belső termeibe vezet, de nem lelik. Mert nem is ajtó, hanem kötélhágcsó.

### Mi rejlik a titok mélyén?
Némi keresés után rátalálnak Schultze hullájára a bombatároló helyiségében, egy méregbomba robbanása ölhette meg.
Visszatérnek Franceville-be. Mivel Schultze halálával Sarrasin örökli Stahlstadtot, így meg tudják menteni azt, és termelő kapacitását jó célra kívánják fordítani.

### Családi ügy
Megtudjuk, hogy Jeanne Marcelbe szerelmes.

### A történet vége
Marcel elveszi Jeanne-t, Octave Marcelnél dolgozik a demilitarizált Stalhstadt. Franceville-ben mindenki boldog.
|  | Itt a vége a cselekmény részletezésének! |

## Franceville házaira vonatkozó tíz pont
1. Minden ház fákkal, gyeppel és virágokkal beültetett telek közepén álljon, és egyetlen családnak szolgáljon lakásul.
2. Két emeletnél magasabb egy ház sem lehet; a levegőt és világosságot senki se bitorolhassa mások kárára.
3. Minden ház az utca vonalánál tíz méterrel beljebb álljon, attól mellig érő vasrács kerítse el, és a közbeeső térség virágoskertet alkosson.
4. A falak az előírt mintájú, egyöntetű csöves téglából épüljenek. A ház alakjára és a homlokzat díszítésére nézve azonban nincs semmi megkötöttség.
5. A tetőt teraszszerűen, mind a négy irányban kissé lejtősen kell kiképezni. Magas korláttal kell szegélyezni balesetek megelőzésére, aszfalttal burkolni és esővízcsatornákkal ellátni.
6. Minden ház legyen alápincézve úgy, hogy a lakásul szolgáló legalsó emelet alatt szellőztetésre alkalmas alagsort és pitvart képezzen. A vízvezetékcsapok és lefolyók a pince középső pillérén láthatóan legyenek elhelyezve, hogy állapotukat mindig ellenőrizni lehessen, és tűz esetén az oltáshoz szükséges víz rendelkezésre álljon. A pitvar padlóját öt-hat centiméterrel az utca szintje fölött, homokkal kell felhinteni. Innét külön ajtó és lépcső vezessen közvetlenül a konyhába és az éléskamrába, hogy minden háztartási munkát tisztán és bűztől mentesen lehessen elvégezni.
7. A konyhát, az éléskamrát s a többi mellékhelyiséget, a bevett szokástól eltérően, a ház felső emeletén kell elhelyezni úgy, hogy a tetőteraszra nyíljanak, onnét kapjanak bőségesen friss levegőt. Teherszállításra alkalmas felvonószerkezet közlekedjék a felső emeletre. Ennek használatáért, valamint a villany- és vízfogyasztásért a lakók mérsékelt díjat fizetnek.
8. A lakások berendezésében az egyéni ízlés szabadon érvényesülhet. Szigorúan tilos azonban a szőnyeg és a papírtapéta, mert ezek valóságos fészkei az egészséget veszélyeztető, járványokat terjesztő miazmáknak.[4][5] Az értékes faanyagból készült mozaikpadló művészi szépsége teljesen kárba vész a kétes tisztaságú leplek alatt. A zománctéglákkal burkolt fal, a pompeji stílusú mintázat változatos és tartós színpompájával sokkal jobban gyönyörködteti a szemet, mint a tömérdek, rejtett mérgező anyaggal fertőzött, festett papiros. A zománctégla falat mosni lehet, mint a tükröt és ablaküveget, sikálni, mint a parkettát. Betegségokozó csírák nem találnak rajta búvóhelyet.
9. A hálószobát külön kell választani a mosdóhelyiségtől. Ajánlatos, hogy ez a szoba, ahol az ember életének egyharmadát tölti, tágas, szellős és egyszerű berendezésű legyen. Ne szolgáljon másra, mint alvásra. Bútorzatnak tökéletesen elegendő benne négy szék és egy vaságy, szellős lószőr matraccal és gyakran porolt gyapjú derékaljjal. Dunyhák, paplanok és a ragályok hasonló terjesztői természetesen kerülendők. Kitűnően pótolják ezeket a könnyű és meleg, könnyen mosható gyapjútakarók. A függönyöket és drapériákat a hatóság nem üldözi, de tanácsolja, hogy olyan anyagból készüljenek, amely állja a gyakori mosást.
10. Minden szobába fával vagy szénnel fűthető kályhát kell állítani, de minden kályhából szellőzőnyílás vezessen a szabadba. A füstöt nem a háztetőn át kell elvezetni, hanem föld alatti csöveken keresztül különleges kemencékbe, amelyeket a város saját költségén állít fel a házak mögött, kétszáz lakónként egy kemencét. Ott a füst megtisztul a magával vitt szénrészecskéktől, és színtelen állapotban harmincöt méter magasságban oszlik szét a levegőben.

## Érdekességek
- A könyv őrült tudósát Verne tovább formázza A francia zászló művében, illetve számos vonását felismerhetjük A Barsac-expedíció különös története posztumusz könyvében.
- Verne könyve a szénbányák világának leírását tartalmazza, a szerző Fekete Indiák könyve a szénbányák világában játszódik.
- A tizedik fejezetben Verne pontosan meghatározza Franceville pozícióját: 43°11′3″N 124°41′17″W. Ez azonban az Csendes-óceánban van, Oregon partjától nem messze.[6]
- 1874-ben Franciaország a San Franciscó-i Mark Hopkins Művészeti Egyetemnek ajándékozta – más tárgyak mellett – a párizsi Louvre-ben található Pantheon fríz huszonöt darabjának másolatát. Tette ezt azért, mert a város lakosai közadakozásból emlékművet állítottak a francia-porosz háborúban megsérült francia katonák emlékére.[7] Talán ez a gesztus késztette arra Verne-t, hogy Franceville-t a Csendes-óceán partjaihoz helyezze el.
- Verne Dr. Sarrasin tékozló fiának, Octave Sarrasinnak (kezdetben gyenge karakter, akit csak barátja Marcel vezetése tart fenn) ábrázolása emlékeztet az író feszült kapcsolatára fiával, Michellel.

## Szereplők
- Dr. François Sarrasin orvos, 50 éves, Doua (Lyon északi kerülete), örökölt címe szerint: Sir Bryah Jowahir Mothooranath
- ifj. William Henry Sharp, a Billows, Green, Sharp és Tsa ÜI beltagja
- Sarrasin Octave, a Műszaki Főiskola hallgatója
- Sarrasin Jeanne, húg
- Marcel Bruckmann, elzászi, a vele egykorú Octave jó barátja, néha a Johann Schwartz álnevet viseli
- Dr. Schultze, 45-46 éves, a jénai egyetem professzora, kémiatanár
- Stilbing bankár, mediátor a két örökös közt
- Bauerné, Schwatz szállásadója, svájci, bányász-özvegy
- Hendon ezredes, a polgárháború veteránja, Franceville védelmének vezetője
- Lentz, Franceville város iskolaügyeinek legfőbb irányítója

## Magyar kiadások
- A Vasárnapi Újságban fejezetenként, 1879[8]
- Tolnai, fordító: Iváni Ede · illusztráció: Vedrődi J.[9]
- Franklin-Társulat, 1890, fordító Szász Károly[9]
- Szépirodalmi Könyvkiadó, 1954, fordító: Lányi Viktor[10]
- Szépirodalmi Könyvkiadó, 1965, Olcsó könyvtár sorozat, fordító: Lányi Viktor[11]
- Unikornis Kiadó, 1999, ISBN 9634272975[12]  helytelen ISBN kód: 9634272475 ,[9] fordító: Lányi Viktor Illusztrátor: Fabó Attila László

## Filmváltozatok
- A bégum ötszázmilliója, rendező: Michel Verne, L'Éclair, 1919,[13] a hivatkozás részben fizetős, részben hibásan programozott.
- Az acélváros titka, rendező: Ludvík Ráza), 1978[14]